# اكرز أوف سكين
إكرز أوف سكين: التجارب البشرية في سجن هولمزبرغ هو كتاب صدر عام 1998 من تأليف ألين هورنبلوم. يُوثق الكتاب التجارب الطبية السريرية غير العلاجية التي أجريت على نزلاء سجن هولمزبرغ في فيلادلفيا من عام 1951 إلى عام 1974، والتي أجريت تحت إشراف طبيب الأمراض الجلدية ألبرت كليغمان.  عنوان الكتاب إشارة إلى رد فعل كليغمان عند رؤيته مئات السجناء عند دخوله السجن: "كل ما رأيته أمامي كان فدادين من الجلد"... "كان الأمر أشبه بمُزارع يرى حقلاً خصبًا لأول مرة". 
يُناقش الكتاب القضايا المحيطة بإجراءات الموافقة غير الكافية في الخمسينيات والستينيات عند استخدام السجناء. وشعر السجناء، الذين اجتذبهم التعويضات بالغضب عندما أدلى اثنان من المشاركين في التجربة بشهادتهما أمام الكونجرس. 
اجتذب نشر كتاب إكرز أوف سكين في عام 1998 اهتمامًا كبيرًا من وسائل الإعلام الدولية.  تمت مراجعة الكتاب في العديد من المجلات بما في ذلك المجلة الدولية للأمراض الجلدية  والتاريخ الاجتماعي للطب  والمجلة الكندية للتاريخ.    